# Wildsender
Wildsender är en bergstopp i Österrike.   Den ligger i distriktet Lienz och förbundslandet Tyrolen, i den centrala delen av landet, 300 km sydväst om huvudstaden Wien. Toppen på Wildsender är 2 536 meter över havet. Wildsender ingår i Lienzer Dolomiten.
Terrängen runt Wildsender är huvudsakligen bergig, men åt sydväst är den kuperad. Närmaste större samhälle är Lienz, 8,3 km norr om Wildsender. 
Trakten runt Wildsender består i huvudsak av gräsmarker. Runt Wildsender är det ganska glesbefolkat, med 25 invånare per kvadratkilometer.